# Марин Маринов (генерал)
Вижте пояснителната страница за други личности с името Марин Маринов.
Марин Николов Маринов е български офицер, генерал-майор.

## Биография
Роден е на 10 декември 1926 г. в Неврокоп. Между 4 ноември 1960 и 23 февруари 1961 е командир на четиридесет и втори механизиран полк. В периода 22 юни 1966 г. – 28 август 1970 г. е командир на двадесет и четвърта танкова бригада Известно време е командир на седма мотострелкова дивизия. Работил е във Военния национално-изследователски институт. През 1989 г. е уволнен от българската армия. През 1992 г. е военен съветник на премиера Филип Димитров.